# Marea Verde

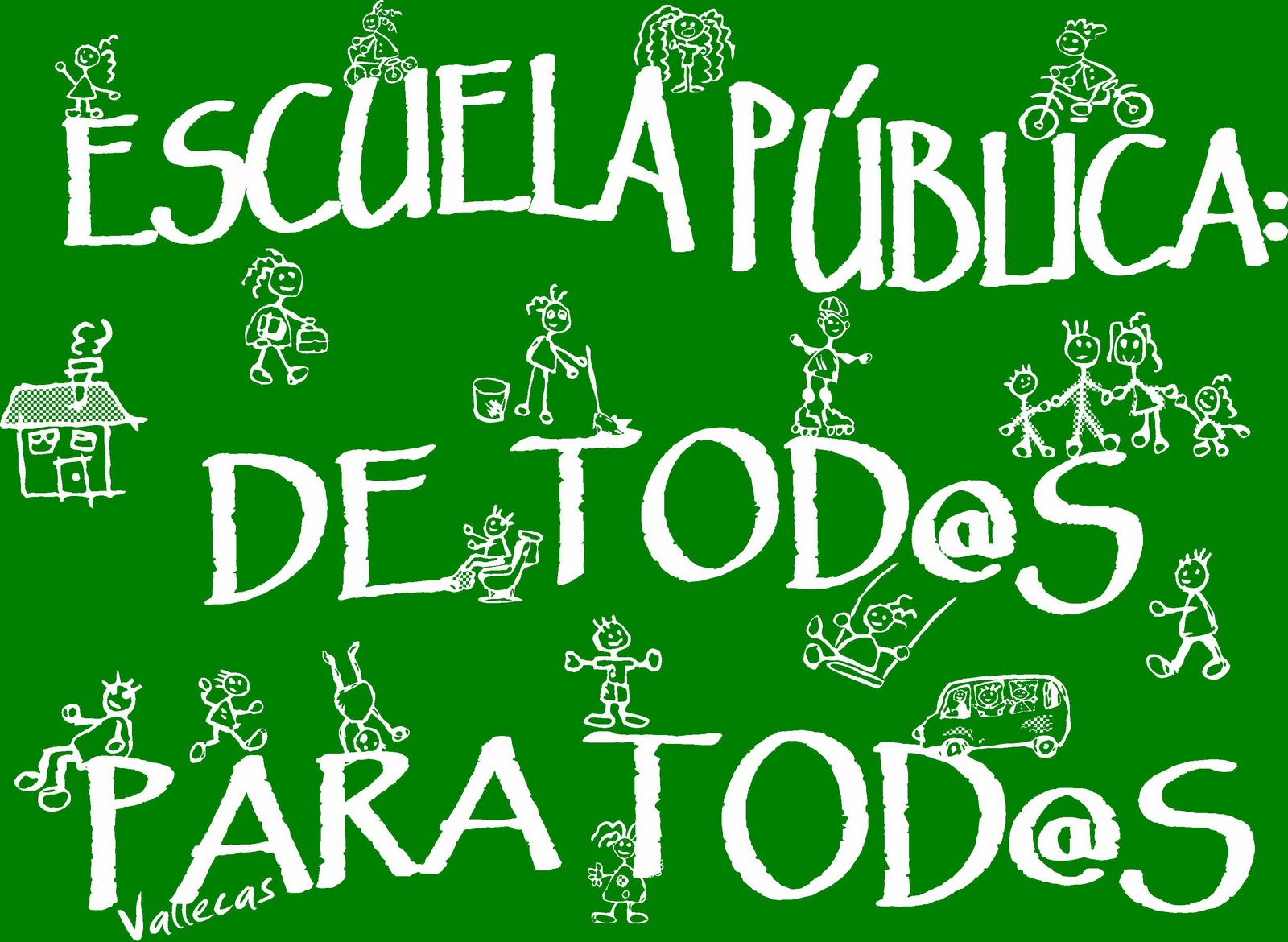
Escuela Pública: de tod@s para tod@s

Se denomina Marea Verde al conjunto de protestas contra los recortes en la educación que comenzaron a producirse en España, principalmente en la Comunidad de Madrid, al principio del curso escolar 2011/2012.

## Causas
Se menciona como el desencadenante inmediato del conflicto la publicación el 4 de julio de 2011 de las instrucciones de principio del curso escolar 2011/2012 que suponían de facto la no renovación de más de 3.000 profesores interinos debido al aumento del horario lectivo del resto del profesorado de secundaria en dos horas, si bien se alude también a otras medidas previas, como las siguientes:
- El progresivo aumento de ratios en escuelas infantiles, colegios e institutos tanto públicos como privados concertados de la Comunidad de Madrid, iniciado ya desde 2005 bajo el mandato de Luis Peral como consejero, que fue sucesivamente justificado como algo positivo que permitiría a los padres una mayor libertad en la elección de centro al aumentar el número de plazas sin costo para la Administración.[4][5][6][7]
- La eliminación de 23 de los 28 centros de formación del profesorado al final del curso 2007/2008.[8]
- La supresión de 20 de aulas de enlace y compensatoria y la reducción de 11 grupos del bachillerato nocturno al inicio del curso 2009/2010.[9]
- La devaluación práctica de los títulos de las Escuelas Oficiales de Idiomas madrileñas como consecuencia de la aplicación del MCERL, puesto que estos centros no imparten ni homologan mediante pruebas niveles superiores al B2, mientras otras regiones como Castilla-La Mancha, Andalucía, Navarra o Baleares sí imparten alguno de ellos.[10][11] Además estos centros tuvieron que adelantar sobre la marcha el inicio del curso debido a la supresión de las clases de los viernes por falta de personal[12]
- El recorte de 34 de los 85 inspectores educativos accidentales de la Comunidad de Madrid en marzo de 2011 tras un concurso oposición denunciado por irregularidades en la elección del tribunal,[13] algunos de estos funcionarios tenían más de 20 años de experiencia en el ejercicio de la función inspectora.
- El brusco descenso de la Oferta Pública de Empleo docente. Como consecuencia de los recortes en las oposiciones a maestros de Madrid. Se pasa de ofertar 3.500 plazas en 2009 a 489 en las de 2011, cuyas pruebas finalmente se desarrollarían a lo largo de 2012.[14][15] Además el Gobierno Regional eliminó unilateralmente el derecho de los interinos que hubieran trabajado durante más de cinco meses y medio a cobrar el sueldo correspondiente a los dos meses del verano.[16]
- La existencia de 747 profesores funcionarios en expectativa de destino (cobrando por permanecer a disposición en su domicilio) pocos días antes del inicio de curso 2011/2012. Esto fue posible por no haber calculado la consejería correctamente los cupos de profesorado correspondientes a cada centro tras aplicar los recortes.[17] Muchos de estos funcionarios tras haber aprobado una oposición por turno libre o incluso por promoción interna se vieron finalmente obligados a realizar sustituciones cambiando de centro cada poco tiempo a lo largo de todo el curso.
- Diversos recortes salariales ordenados tanto por el gobierno central como por el autonómico: el 5% sobre la masa salarial total y el 20% sobre ambas pagas extras respectivamente.[18]
- La supresión en todo el Estado de la llamada jubilación LOE, prórroga de la jubilación LOGSE, que permitía a los docentes retirarse de forma anticipada con gran parte de su sueldo y una compensación económica si tenían más de 28 años de servicios prestados.[19][20] En 2010 la Comunidad de Madrid ya había suprimido su parte en la gratificación a los docentes que se jubilaban.[21] Este último año de condiciones ventajosas tuvo como efecto colateral el retiro anticipado de buena parte de quienes cumplían estas condiciones en 2010, último año de vigencia de la misma, situación que la Administración aprovechó para amortizar buena parte de sus plazas.

## El origen del nombre

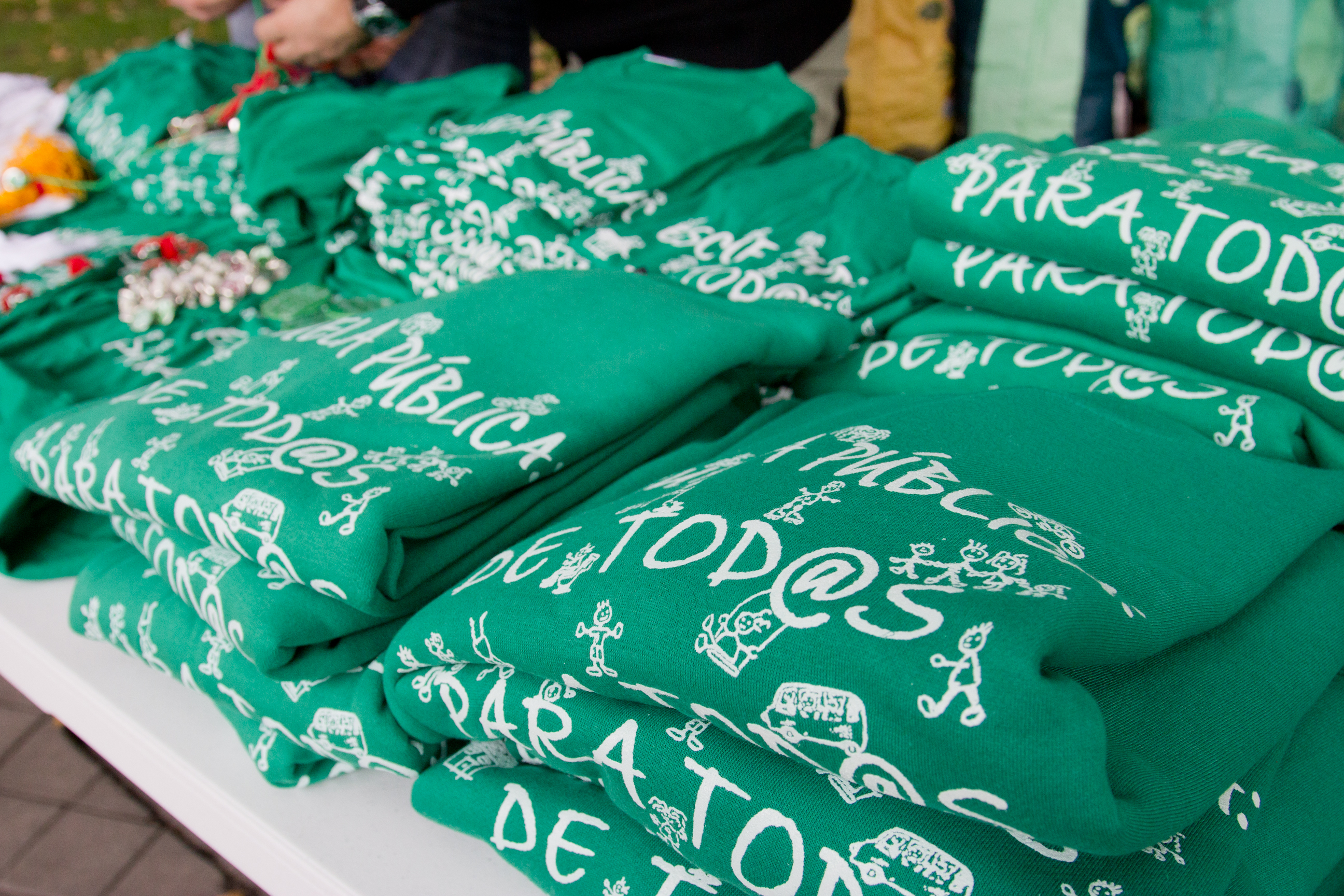
Sudaderas verdes con el eslogan "Escuela pública de todos para todos".

El nombre otorgado a la protesta se debe a una etiqueta creada en Twitter que hacía referencia al color de las camisetas vestidas por los manifestantes. Estas prendas, que llevaban inscrito el lema "Escuela pública de todos para todos", fueron diseñadas varios años antes de que estallara el conflicto por la Plataforma por la Escuela Pública de Vallecas. La Plataforma por la Escuela Pública decidió en una asamblea celebrada a primeros de julio de 2011 llamar a llevar la Camiseta Verde con este lema en el primer día de curso 2011/2012. El llamamiento a esa acción se hizo a través diversos blogs y grupos de Facebook. Todo ello, a raíz del expediente sancionador incoado a una profesora que las vestía mientras aplicaba unas pruebas oficiales en un centro privado concertado de Madrid. Según la funcionaria declararía posteriormente, la camiseta era usada habitualmente en los centros públicos del distrito. La sanción provocaría una manifestación de repulsa ante la sede territorial de educación en la que cientos de docentes expresaron su rechazo vestidos con la misma camiseta.
El uso de esta prenda como símbolo del movimiento se ha visto perseguido no solo desde autoridades educativas sino desde el mismo Congreso de los Diputados o la Junta Electoral de Zona de Madrid, organismo ante el cual se produjeron más de 200 denuncias al respecto que podrían suponer hasta un año de cárcel para los que la vistieron durante la jornada electoral. Asimismo, los sindicatos y plataformas agrupados en el movimiento de la Marea Verde denunciaron durante el conflicto la restricción del acceso a determinados edificios públicos a portadores de la camiseta, habiendo dado lugar a sanciones administrativas que podrían derivar en responsabilidades penales

## Desarrollo de la Marea Verde entre 2011 y 2012

### Inicio del conflicto
En julio de 2011 Lucía Figar, consejera de Educación y Empleo de la Comunidad de Madrid, decidió unilateralmente la no renovación de más de 3.000 profesores interinos como resultado de elevar en dos horas el horario lectivo del resto de los docentes. Según sus propias palabras esta medida permitiría ahorrar 80 millones de euros. Muchos de los profesores que vieron así truncado su futuro profesional habían desarrollado su labor docente en centros públicos durante años aprobando varias oposiciones sin obtener plaza como funcionarios.

### Apoyos y críticas a la medida

#### Apoyos
Para justificar el cambio en las condiciones de trabajo de los docentes y evidenciar el carácter político de la protesta Figar y otros miembros del Partido Popular como Mariano Rajoy declararon que el aumento de horas lectivas ya había sido introducido en regiones gobernadas por el PSOE, en este contexto la 'popular' Ana Mato llegó a afirmar que algunos niños andaluces debían sentarse en el suelo en lugar de en sillas durante las clases por falta de mobiliario. Ambas cosas se demostraron finalmente falsas.

#### Críticas
Además de la destrucción de 3.000 empleos los críticos con esta medida utilizaron entre sus argumentos los siguientes:
- La medida contribuía a aumentar la carga de trabajo del profesorado y con ello a deteriorar la calidad de la enseñanza. Además se imposibilitaba realizar las horas de tutoría y atención a los alumnos, el mantenimiento de los equipos informáticos o de servicios como la biblioteca escolar o las prácticas de laboratorio.
- No se habían respetado las compensaciones previstas por la LOE por cada hora adicional a las 18, situación por la cual la Asociación de Inspectores Educativos de Madrid (ADIDE) la cuestionó públicamente por no mejorar la calidad educativa generando "inseguridad jurídica" al no haberse respetado las compensaciones previstas por la ley, de tal forma que "no sabían que decirle" a los directores con respecto a los horarios ya que se trataba de una interpretación "torticera" de la normativa estatal elaborada para recortar de plantillas.[36][37] Por estos mismos motivos la asociación mayoritaria de directores de instituto (más de 2/3 de asociados) exigió infructuosamente la dimisión de la consejera[38]
- El ahorro generado por la medida era superado con creces por los beneficios fiscales que el gobierno regional otorgaba en la Ley de Acompañamiento de los Presupuestos a la educación privada no concertada, cuyo coste se estimaba en 90 millones de euros anuales.[39][40] De hecho, estas deducciones fiscales habían sido recientemente ampliadas[41] para que hasta las familias de rentas más elevadas (30.000 euros de ingresos anuales por cada miembro de la unidad familiar) pudieran beneficiarse de ellas y deducirse hasta 900 euros por hijo en conceptos de escolarización, vestuario de uso exclusivo escolar o actividades extraescolares.[42] Este hecho irritó a la comunidad educativa que vio en esta medida un desvío de fondos públicos a la educación privada.[43]

### 20 de julio: primera asamblea
Una vez concretados los recortes tuvo lugar una asamblea a la que acudieron entre 1500 y 2000 profesores (de un colectivo de alrededor de 20.000 docentes de secundaria) el 20 de julio en el Instituto de Educación Secundaria Beatriz Galindo de Madrid. Debido a la gran afluencia de público muchos profesores tuvieron que permanecer de pie durante toda su celebración o incluso sentarse detrás de la mesa de oradores por la falta de espacio. En esta reunión se discutieron distintas alternativas de huelga y se acordó una consulta a los profesores mediante correo electrónico al respecto. También se acordó el nombramiento de un representante de cada centro que recogería las propuestas que se hicieran y las llevaría a las distintas asambleas.

### Carta de Esperanza Aguirre a los profesores
Como medida explicativa a los profesores, la presidenta de la Comunidad de Madrid, Esperanza Aguirre, envió junto a la nómina del mes de agosto una carta a todos los profesores de instituto madrileños en la que les pedía un esfuerzo debido a la delicada situación económica del país. Los docentes denunciaron públicamente que la misiva estaba plagada de faltas de ortografía. Ante la afirmación de la presidenta en el sentido que la carta había sido manipulada un profesor subió un vídeo a internet en que aparecía abriendo el sobre original que contenía la misiva y subrayando y comentando cada una de las faltas.

### 31 de agosto: segunda asamblea
Esta asamblea contó con la participación de unos 1.400 docentes y tuvo lugar en el histórico Auditorio de CCOO, situado en la calle Lope de Vega de Madrid. En ella se aprobó un calendario de huelgas que posteriormente se modificó y amplió a dos días debido a su rechazo por las asambleas de profesores que se constituyeron en cada centro educativo de secundaria.

#### La 'Red Verde' y las plataformas
Las asambleas de centro que surgieron en los institutos eligieron a sus propios portavoces para participar a su vez en asambleas de zona y regionales, donde también participaban algunos sindicatos de la mesa sectorial de educación, plataformas de profesores interinos, colectivos vecinales por la escuela pública y asociaciones de madres y padres de alumnos. Para lograr una representación más directa, horizontal y democrática de decisión se creó la coordinadora de asambleas de centros y zonas conocida como Red Verde.

### Las diez jornadas de huelga
La huelga tuvo lugar los días 20, 21 y 22 de septiembre; 4, 5, 19 y 20 de octubre y 3, 17 y 29 de noviembre de 2011.
Durante el transcurso del conflicto las propuestas de las asambleas y de los sindicatos divergirían, imponiendo estos últimos un calendario de movilizaciones sostenido hasta las elecciones pero con menos días de huelga de lo acordado en las asambleas.
La mayoría de las asambleas de centro votó a favor de una huelga indefinida de tres días a la semana: martes, miércoles y jueves, con intención de paralizar el curso escolar hasta la retirada de las instrucciones de principio de curso minimizando el coste económico para los huelguistas. Este modelo de huelga, votado y ratificado en las asambleas docentes, fue finalmente descartado por los sindicatos CCOO, UGT y STEM con el pretexto de mantener la unidad sindical con ANPE y CSIF.
Red Verde convocó en solitario huelga los días 22 de septiembre y 19 de octubre con la cobertura legal de los sindicatos CGT y CNT, si bien solo la primera fecha fue apoyada también por CCOO. La convocatoria del 19 de octubre fue silenciada por los medios de comunicación y boicoteada activamente por algunos delegados sindicales que llegaron a calificarla de ilegal.
En líneas generales, las huelgas convocadas tuvieron un seguimiento mayoritario y sostenido entre el profesorado tanto antes de las elecciones generales, como con posterioridad a las mismas, pese al perjuicio económico y consiguente desgaste para los profesores que las secundaron. Tras la manifestación del 17 de diciembre convocada de forma unitaria por todos los sindicatos representativos del sector, Francisco Melcón, presidente del sindicato ANPE, aseguró que en 2012 continuarían las movilizaciones en forma de manifestaciones y más jornadas de huelga de persistir la negativa a la negociación por parte de los responsables de la Consejería de Educación y Empleo.

### Represalias a profesores y equipos directivos
El seguimiento de los paros fue muy amplio a pesar de que la consejería tomó diversas medidas para disuadir a los profesores de secundarlos retrasando el pago de ciertos complementos en nómina, efectuando supresiones y traslados forzosos a puestos de especial dificultad, en algunos casos a más de 50 kilómetros de su domicilio, de docentes que aparecieron en los medios de comunicación afirmando que impartían asignaturas que no eran de su especialidad, o mediante la apertura de expedientes que podrían suponer hasta tres años de sanción a directores
o simples docentes de instituto que habían apoyado la protesta mediante cartas a medios locales o correos electrónicos a grupos políticos de su municipio. Con motivo de estos hechos el sindicato CCOO se querelló contra dos altos cargos de la consejería por prevaricación y abuso de poder e incluso 700 profesores denunciaron a título individual a la consejera por injurias y calumnias. Uno de los fundamentos argüidos en la denuncia eran las declaraciones en que Figar acusaba a miembros de las asambleas de docentes en huelga de agresiones a los peregrinos durante las recientes las Jornadas Mundiales de la Juventud o a todo el colectivo docente de practicar un elevado absentismo laboral (10%), en ambos casos sin aportar prueba alguna.

### Otras acciones de protesta y comunicación

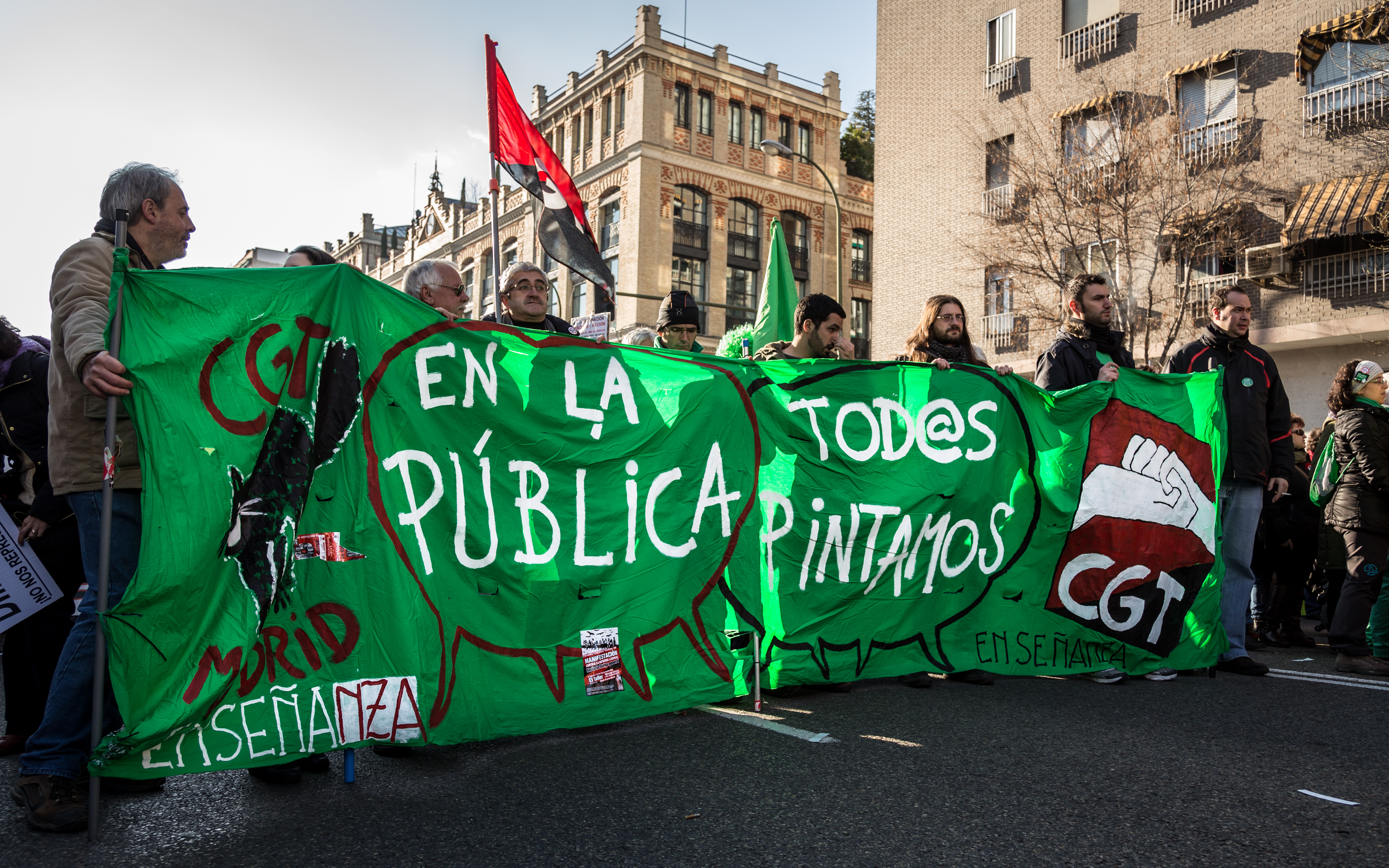
La Marea Verde protestando en Madrid.

Algunas de las acciones que se realizaron durante los meses que duró el conflicto fueron:
- Encierro durante dos semanas de miembros de la Junta de Personal en la sede territorial de educación de Madrid capital.
- Manifestaciones y concentraciones por el centro de Madrid y ante sedes territoriales de Educación.
- Flashmobs en calles céntricas de Madrid y grabación de vídeos musicales interpretados por profesores.
- Conciertos, encierros y vigilias en institutos y colegios públicos, en ocasiones vetados por las administraciones educativas.[65][66][67]
- Conciertos y lecciones públicas en la calle, impartidos por profesores ahora en situación de desempleo.
- Peticiones de mediación ante autoridades políticas y religiosas, como Mariano Rajoy[68] y el cardenal Antonio María Rouco Varela.[69]
- Ascensión de montañas y participación de profesores en carreras populares, concursos y documentales por parte de profesores ataviados con la camiseta verde.[70]
- Rechazo generalizado de las Programaciones Generales Anuales por parte de casi la mitad de claustros y consejos escolares de los institutos públicos de la región.[71]
- Anuncios Verdes en prensa: a mitad de diciembre empiezan a publicarse en el periódico 20 Minutos una serie de anuncios que pretendían agradecer a las familias el apoyo prestado e informar sobre el efecto que los recortes tenían en la educación pública. Su publicación fue iniciativa de las asambleas de profesores de Alcorcón y Tres Cantos y fueron pagados íntegramente por profesores de dichos municipios.[72][73]
- Utilización masiva blogs y redes sociales como Facebook y Twitter y edición en línea de documentos colaborativos para el intercambio de información entre los docentes de distintos centros.
- Creación de una editorial llamada Textos Marea Verde para ofrecer libros de textos gratuitos con licencia Creative Commons.[74]

### Resultados
La Comunidad de Madrid paralizó la aplicación del convenio que mantenía para la introducción en institutos públicos de docentes de la fundación privada Empieza por Educar, patrocinada por Ana Botín, aunque rehusó la convocatoria de la mesa sectorial de educación hasta bien entrado 2012. Aunque esta mesa fue finalmente convocada no se llegó a ningún resultado satisfactorio para las partes en conflicto.
Como consecuencia de la gestión de las huelgas las relaciones entre la presidenta de la Comunidad y la consejera, se vieron deterioradas.
Una vez celebradas las elecciones generales de 2011, la Administración central anunció una nueva congelación salarial para todos los funcionarios en 2012 y la autonómica eliminó derechos históricos de los empleados públicos madrileños mediante la Ley de Acompañamiento de los presupuestos regionales de aquel año. Entre cuyas disposiciones pueden citarse:
- nuevo aumento hasta las 21 horas de la jornada lectiva de los docentes madrileños, previéndose una futura modificación del reglamento de centros estatal para eliminar las posibles compensaciones a las pudieran tener derecho.
- incremento en 2,5 horas semanales de la jornada laboral de que gozaban el resto de los empleados públicos de la región, hasta las 37,5 horas, equiparándola con la jornada total de los funcionarios docentes.[80]
- recorte del 40% del salario de todos los trabajadores públicos en caso de Incapacidad Laboral Transitoria.

Por último la consejería de educación fusionó y suprimió varios centros públicos en la zona sur de Madrid y eliminó totalmente el ciclo de 3 a 6 años de las escuelas infantiles públicas municipales y de su propia gestión directa.
En mayo de 2012 el Ministerio de Educación extendió los recortes efectuados por la Comunidad de Madrid a toda España a través del Real decreto-ley 14/2012, de 20 de abril de 2012, para la racionalización del gasto público en el ámbito educativo. Este decreto contenía diversas medidas que pueden suponer el despido de entre 40.000 y 100.000 profesores en la enseñanza pública:
- Incremento del horario lectivo mínimo del profesorado a 25 horas en Primaria y 20 en Secundaria.
- Aumento del máximo legal permitido de alumnnos por grupo (ratio) en todas las etapas educativas obligatorias, llegando el bachillerato a poder contar con cuarenta alumnos por clase y la Educación Secundaria Obligatoria a 36.
- No sustitución de las bajas del profesorado durante los primeros diez días.
- Cierre de las escuelas rurales con menos alumnado.
- Orden a los centros de profesores de Ceuta y Melilla para no ofertar nuevas actividades formativas con vistas a su cierre.
- Incremento en las tasas universitarias.

Esta situación devino en la convocatoria de dos jornadas de huelga, una de estudiantes universitarios el 10 de mayo y una huelga general en la enseñanza convocada por todos los sindicatos con representatividad nacional del sector.

## Extensión a otras etapas y regiones
Aunque el conflicto se inició en la Educación Secundaria Obligatoria a partir de la sexta jornada de huelga CCOO, UGT y STEM decidieron sumar a las convocatorias a la Educación Primaria y a las Escuelas Infantiles tanto municipales como de gestión directa de la Comunidad de Madrid, con la oposición de CSIF y ANPE. Aunque el seguimiento en los colegios de primaria fue menor no sucedió lo mismo con las escuelas infantiles, en las que se alcanzó un apoyo que superaban el 70% en algunas jornadas según las organizaciones sindicales.
Ante el amplio seguimiento y la resonancia en los medios de las protestas en la capital el diseño de las camisetas verdes fue extendiéndose por diversas regiones afectadas por los recortes presupuestarios en la enseñanza pública, con especial incidencia en Castilla-La Mancha, en que el Gobierno de María Dolores de Cospedal elevó en dos horas la jornada semanal lectiva de los maestros hasta agotar el límite legal de 25 horas y anunció una bajada adicional del 3% de los salarios de todos los funcionarios públicos para el año 2012. A pesar de que las camisetas no contenían ningún tipo de lema partidista, sino la reivindicación de un derecho elemental contenido en el artículo 27.5 de la Constitución durante la primera de las jornadas de huelga un alto cargo de la Junta de Comunidades de Castilla-La Mancha en la dirección territorial de Educación de Albacete envió un correo electrónico a los directores de colegios pidiéndoles que le remitiesen una lista de profesores que vestían habitualmente la camiseta, lo que ocasionaría una posterior comparecencia parlamentaria del consejero.
En menor medida la protesta se extendió a Galicia y Navarra que aprobaron medidas similares a la Comunidad de Madrid. En la primera región hubo varias jornadas de huelga de maestros y en la segunda de profesores por el aumento de horario. Aunque ambas regiones habían aumentado el horario de los docentes solo en el caso gallego se agotó el límite legal permitido por la LOE (25 horas en el caso de los maestros y 18 con compensaciones en el caso de los profesores de Secundaria).
También actos públicos de protesta sin convocatoria de huelga en Aragón y la Ciudad Autónoma de Ceuta, centradas en el segundo caso en reivindicar un descenso de los ratios alumno-profesor.

### Huelga General en la Enseñanza Pública de 22 de mayo de 2012
Tras el anuncio por parte del Ministerio de Educación de que los recortes efectuados en la Comunidad de Madrid y Cataluña se generalizarían y profundizarían a nivel de nacional y que se efectuaría un ajuste presupuestario de 3000 millones todos los sindicatos nacionales del sector (ANPE, CCOO, CSIF, UGT y STEs) acordaron la convocatoria de una huelga general a la que por primera vez en la historia estarían llamados todos los niveles educativos y centros docentes del Estado en la fecha del 22 de mayo de 2012.

### Huelga General en la Enseñanza Pública de 24 de octubre de 2013

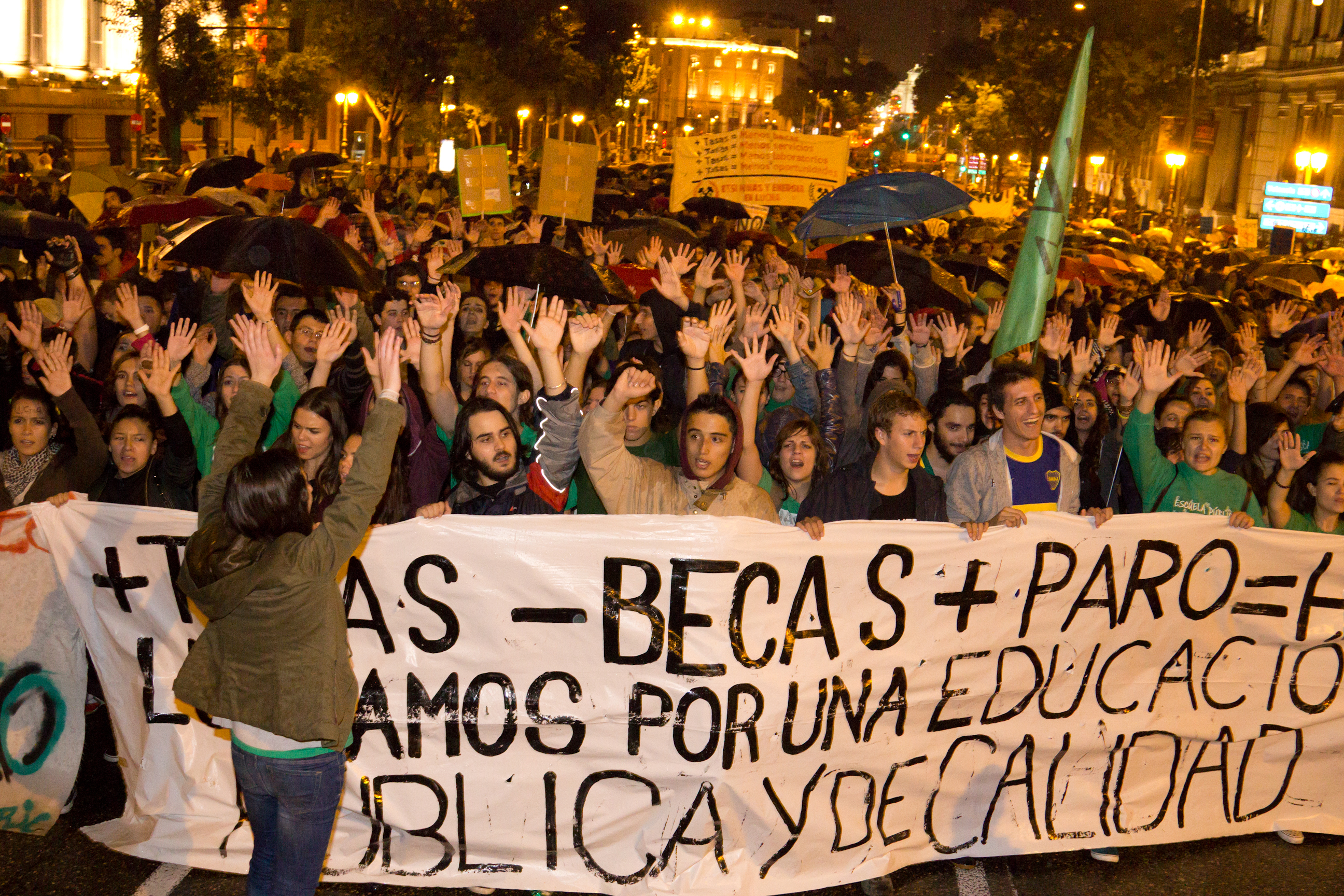
Manifestación del 24 de octubre de 2013 en Madrid. En la imagen, el colectivo Toma la facultad.

Después de que la LOMCE se aprobase en el Congreso de los Diputados, se convocó una semana de lucha por parte de varios colectivos relacionados con la educación, como los sindicatos de los docentes —CCOO, CSIF, UGT y STEs—, los alumnos —tanto Sindicato de Estudiantes como las asociaciones y asambleas estudiantiles —, las asociaciones de padres o incluso la educación privada-concertada —FSIE—.
El día 24 de octubre tuvo lugar un paro general en todos los niveles del sistema educativo con más éxito que la última convocatoria  de mayo de 2013.

## Dimensión social del conflicto
Algunos entienden que el conflicto de los profesores de Madrid no puede abordarse desde un punto de vista clásico de reivindicación de condiciones laborales, sino que tendría implicaciones más profundas en el marco de la lucha más amplia por mantener la calidad de unos servicios públicos cada vez más degradados en el contexto de una grave crisis económica. Quienes sostienen esta opinión argumentan que la participación de padres y alumnos en actos de protesta habría sido clave en dar una dimensión mayor y original a las protestas de un colectivo como el docente que aunque numeroso (más de 20.000 personas) había sido tradicionalmente poco reivindicativo. El emblema adoptado no habría hecho sino apoyar esta visión.